# فرودگاه کاشغر
فرودگاه کاشغر (به انگلیسی: Kashgar Airport) یک فرودگاه همگانی با کد یاتا KHG است که یک باند فرود بتن دارد و طول باند آن ۳۲۰۰ متر است. این فرودگاه در شهر کاشغر کشور چین قرار دارد و در ارتفاع ۱۳۸۰ متری از سطح دریا واقع شده‌است.

## شرکت‌های هواپیمایی و مقصدهای پروازی
| شرکت‌های هواپیمایی      | مقصدهای پروازی                                                |
| ---------------------- | ------------------------------------------------------------- |
| ایر چاینا              | پکن، چنگدو شوانگلیو، اورومچی دیووپو                           |
| پگاسوس اژیا            | مناس                                                          |
| بیجینگ کپیتال ایرلاینز | اورومچی دیووپو                                                |
| هواپیمایی شرقی چین     | نگاری گونسا، شانگهای هونگچیائو، اورومچی دیووپو، شی‌آن شیان‌یانگ |
| هواپیمایی جنوبی چین    | بایون گوآنگجو، شانگهای هونگچیائو، اورومچی دیووپو              |
| هاینان ایرلاینز        | شنژن بن، اورومچی دیووپو                                       |
| شاندونگ ایرلاینز       | جینان یاکیانگ، اورومچی دیووپو                                 |
| شنژن ایرلاینز          | نانجینگ لوکو، Yuncheng                                        |
| سیچوان ایرلاینز        | چنگدو شوانگلیو، اورومچی دیووپو                                |
| تیانجین ایرلاینز       | تیانجین بینهای، اورومچی دیووپو                                |
| اورومچی ایر            | اورومچی دیووپو                                                |